# 골리치노

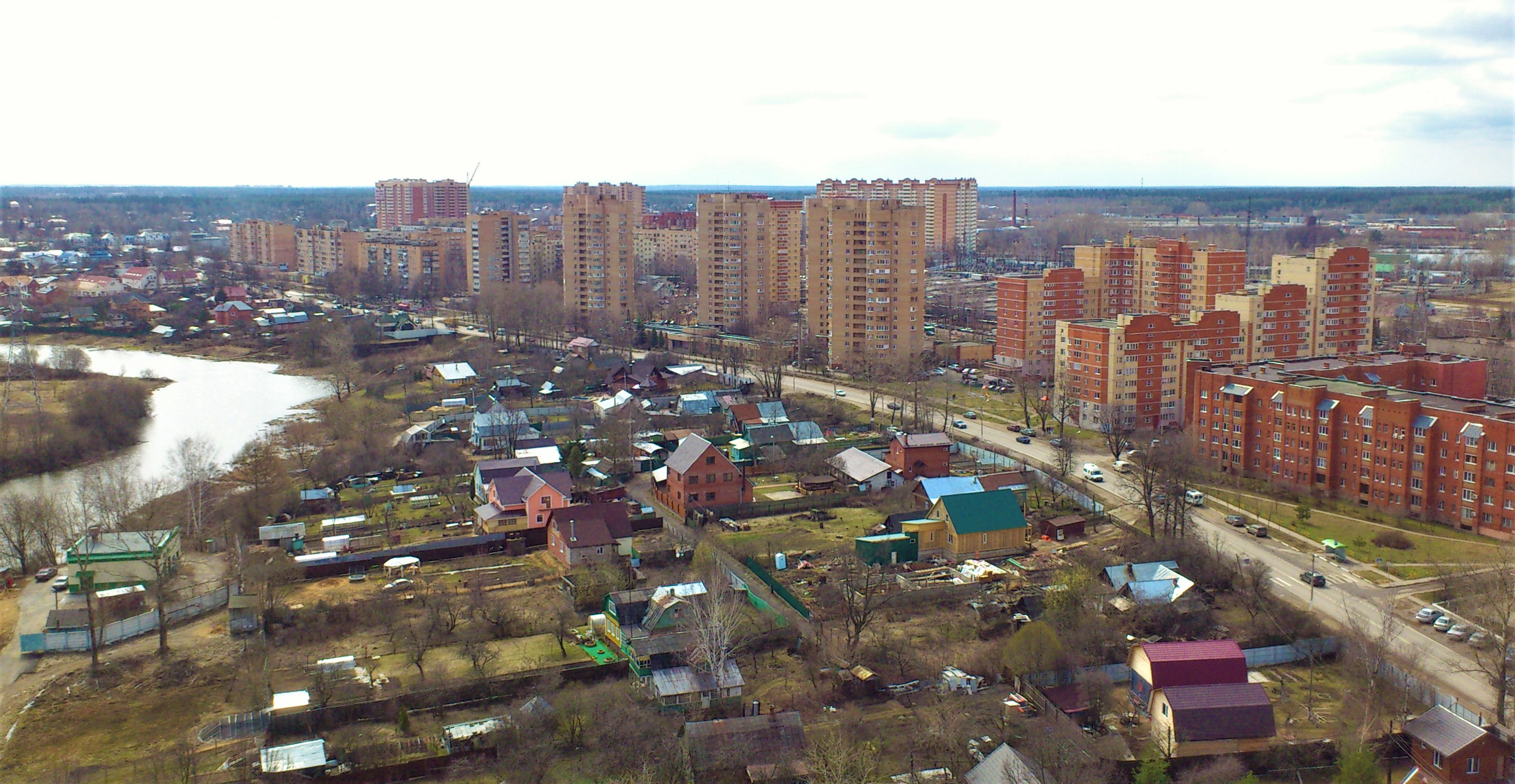

골리치노(Голи́цыно)는 모스크바주에 있는 작은 도시다. 모스크바에서는 40 km 떨어져 있다. 인구는 2만2,500명(2025년)이다.